# اماسنو
اماسنو (به ایتالیایی: Amaseno) یک سکونتگاه مسکونی در ایتالیا است که در استان فروزینونه واقع شده‌است.

## خصوصیات
اماسنو ۷۷٫۲ کیلومترمربع مساحت و ۴٬۴۰۴ نفر جمعیت دارد و ۱۱۲ متر بالاتر از سطح دریا واقع شده‌است.